# Nils W. Lindholm
Nils Wilhelm "Limpan" Lindholm, född 31 maj 1912 i Helsingfors, död där 20 mars 1988, var en finländsk företagare och vissångare.
Lindholm, som var son till maskinchef Arthur Wilhelm Lindholm och Elin Westlin, blev student 1930, filosofie kandidat 1939 och filosofie magister 1940. Han var officer (fänrik 1940, löjtnant 1941) i aktiv tjänst 1940–1944, redaktör vid Finska Notisbyrån 1945–1946, utrikeskorrespondent, kontorist och avdelningschef i olika firmor 1946–1952 och innehade därefter egen firma. Han grundade frontkören Limpans Sängerknaben, var ordförande i Svenska ungdomsklubben 1944–1947, stiftade Sällskapet Visans Vänner 1945 samt var styrelsemedlem i Svenska upplysningsbyrån och Nylands svenska ungdomsförbund 1946–1948. Han redigerade sångboken Visor i fält (tillsammans med J.O. Tallqvist, 1943) och Kippis Skål (1952) samt skrev kåserier.